# والاس كرايغ
والاس كرايغ (بالإنجليزية: Wallace Craig)‏ هو عالم نفس أمريكي، ولد في 20 يوليو 1876 في تورونتو في كندا، وتوفي في 1954 في وودز هول في الولايات المتحدة.